# Hans Georg Koch (Regierungssprecher)
Hans Georg Koch (* 1945) ist ein deutscher Journalist, der  von 1991 bis 2001  unter Ministerpräsident Erwin Teufel Regierungssprecher der Landesregierung von Baden-Württemberg war.
Hans Georg Koch absolvierte ein Studium der Germanistik, Philosophie und Theologie. Danach übte er wissenschaftliche und journalistische Tätigkeiten aus. Koch war später im Beratungsdienst des Landtags von Baden-Württemberg als Parlamentsrat tätig.
1991 wurde er nach der Bildung des Kabinetts Teufel I Regierungssprecher der Landesregierung von Baden-Württemberg. Zum 1. Dezember 2001 wechselte Koch als Abteilungsleiter für Kunst und Kultur in das baden-württembergische Wissenschaftsministerium. 2007 wurde der Ministerialdirigent zudem als Leiter der Grundsatzabteilung in das Staatsministerium Baden-Württemberg berufen. Im Dezember 2012 endete seine Tätigkeit im baden-württembergischen Wissenschaftsministerium. Im Januar 2021 gab Koch bekannt, dass er aus Ärger über die Kultusministerin Susanne Eisenmann nach mehr als 40 Jahren Mitgliedschaft aus der CDU ausgetreten sei.